# Ворошилова-Романская, Софья Васильевна
Со́фья Васи́льевна Вороши́лова-Рома́нская (1886—1969) — русский (советский) астроном, первая русская женщина, профессионально занимавшаяся наблюдательной астрономией.

## Биография
В 1903 году окончила высшие женские Бестужевские курсы. С 1908 года работала в Пулковской обсерватории вычислителем, с 1909 — астрономом. Участвовала в экспедиции в Швецию для наблюдения солнечного затмения 1927 года. Изучала движения полюсов Земли и изменяемости широт.
С 1918 вела программные наблюдения широт на большом пулковском зенит-телескопе. Участвовала в наблюдениях двух (1918—1928, 1955—1962) уникальных широтных рядов по расширенной программе, которые проводились в течение полной ночи (зимой их продолжительность доходила до 18 часов). Выполнила непревзойденное количество (23,5 тысячи) высокоточных наблюдений широт.
Кандидат физико-математических наук.
Награждена орденом Ленина (1953).

Софья Васильевна Ворошилова-Романская у зенит-телескопа Пулковской обсерватории

Именем Ворошиловой-Романской названа малая планета (3761 Romanskaya), открытая Г. Н. Неуйминым 25 июля 1936 года в Симеизской обсерватории.